# (1969) Alain
(1969) Alain ist ein Asteroid des Hauptgürtels, der am 3. Februar 1935 vom belgischen Astronomen Sylvain Julien Victor Arend in Ukkel entdeckt wurde.
Benannt ist der Asteroid nach Alain Vanheste, dem Ehemann der Enkelin des Entdeckers.